# فن ويلزي

يشير الفن الويلزي إلى تقاليد الفنون المرئية المرتبطة بويلز والغاليين (شعب ويلز). تختلف معظم الأعمال الفنية الموجودة في ويلز أو المناطق المرتبطة بها عن الأشكال والأساليب في بقية الجزر البريطانية، بالإضافة إلى اختلافه تمامًا عن الأدب الويلزي. يستخدم غالبًا مصطلح «الفن في ويلز» في غياب المفهوم الواضح لـ «الفن الويلزي»، وهو يشمل مجموعةً كبيرةً جدًا من الأعمال، خاصةً في فن التصوير الطبيعي، الذي أُنتجَ من قبل فنانين من خارج شعب الويلز منذ أواخر القرن الثامن عشر.

## تاريخه المبكر
ترك شعب ويلز ما قبل التاريخ عددًا من الاكتشافات المهمة: إذ يحتوي كهف كندريك، في لانديدنو على فك الحصان المزخرف، «فك الحصان المزخرف ليس فقط أقدم عمل فني معروف من ويلز وإنما أيضًا الأكثر تميزًا من بين اكتشافات فن العصر الحجري القديم في أوروبا»، وفي المتحف البريطاني. عُثر في عام 2011، على «آثار خدوش لحيوانات الرنة المطعونة بالرماح» على جدار أحد الكهوف في شبه جزيرة غاور والتي من المحتمل أنها تعود إلى 12000 - 14000 سنة قبل الميلاد، وقد صُنّفوا ضمن أقدم الفنون الموجودة في بريطانيا. يعد «الرأس الذهبي المسبوك»، الموجود أيضًا في المتحف البريطاني وقرص الشمس «بانك تيندول» في متحف ويلز الوطني في كارديف، بعضًا من أهم الأعمال الفنية البريطانية في العصر البرونزي.
عُثر على العديد من أعمال الفن الكلتي في ويلز. وتُعتبر الاكتشافات في فترة ما قبل وبعد الفتح الروماني، الذي وصل إلى ويلز في 74 ميلادي، ذات أهمية خاصة. تجسد الأعمال المعدنية من بحيرة لين سيريغ باخ على جزيرة أنغلزي وغيرها من المواقع الأخرى المراحل الأخيرة من نمط حضارة لاتين في الجزر البريطانية. عُثر على كأس فهد أبرغفني في عام 2003، بعد عقودٍ من الفتح، وهو يظهر وجود منتجاتٍ رومانيةٍ فاخرةٍ مستوردةٍ في ويلز، ويُعتقد أنه ينتمي إلى جنديّ ما.
شاركت المسيحية الكلتية في الفترة المبكرة من العصور الوسطى، في ويلز في الفن الجزيري للجزر البريطانية، وهناك عدد من المخطوطات المزخرفة الباقية التي ربما كانت من أصل ويلزي، ويُعتبر إنجيل هيرفورد وأناجيل ليشفيلد من القرن الثامن من الأمثلة الأكثر بروزًا عليها. ومن المؤكد أن كتاب سفر المزامير في القرن التاسع عشر (الموجود الآن في دبلن) هو من اللغة الويلزية، وقد صنع في كاتدرائية القديس ديفيد، وأظهر أسلوبًا عصريًا متأخرًا بتأثير من الفايكنغ، والذي شُوهد أيضًا في القطع الباقية من الأعمال المعدنية في تلك الفترة.
لا توجد سوى بقايا أثرية من العمارة في تلك الفترة. تستخدم التماثيل الويلزية المبكرة على عكس الصلبان الأيرلندية العالية، بشكل أساسي أنماطًا وكلمات هندسية، بدلاً من الأشكال التمثيلية؛ وعلى أي حال، تمثل المنحوتات في القرن العاشر المسيح والقديسين المختلفين. بقي القليل من الأعمال المعدنية الصغيرة من بدايات القرن الخامس وحتى التاسع في ويلز. ومع ذلك، كشفت المواقع الأثرية في قرية ديناس بوويز عن العديد من القطع الأثرية، مثل: البروش الكلتية وغيرها من قطع المجوهرات. اكتُشفت قطع مماثلة في موقعٍ بالقرب من أبيرغيل، التي يرجع تاريخها إلى القرن الثامن. وكان بناء الآبار المقدسة خلال هذه الفترة شائعًا بشكلٍ خاصٍ في ويلز.
لم تكن ويلز مزدهرة جدًا، أما الهندسة المعمارية الأكثر شهرةً من القرون الوسطى فهي النمط العسكري، أي ما بُنيَ من قبل النورمان والإنجليز، خاصةً «القلاع وأسوار المدينة الشهيرة للملك إدوارد في غوينيد» وقلعة بوماريس في أنغلزي، وهي معروفة في مواقع التراث العالمي باسم قلعة كيرفيلي.